# Khu công nghiệp Ba Lan cũ
Staropolski Okręg Przemysłowy (Khu công nghiệp Ba Lan cũ) là một khu vực công nghiệp ở phía bắc của Lesser Poland, Ba Lan. Đây là khu vực lâu đời nhất, lớn nhất trong các khu vực công nghiệp Ba Lan. Hầu hết các khu công nghiệp nằm ở vùng đất và trung tâm lịch sử của nó nằm dọc theo sông Kamienna. Các thành phố công nghiệp chính: Kielce, Radom, Ostrowiec więtokrzyski, Starachowice và Skarżysko-Kamienna.

## Lịch sử
Ở Nowa Slupia, tàn dư của bốn mươi năm nhà máy đá lửa đã được tìm thấy (thế kỷ thứ 5 - 10). Vào thời trung cổ, khu vực này trở thành trung tâm của ngành công nghiệp Ba Lan - nhà máy khai thác và luyện thép. Nhiều loại vũ khí được sản xuất tại đây, quặng sắt, đồng và bạc được khai thác. Vào thế kỷ 17, các lò cao đầu tiên đã được mở tại các làng Samsonow và Bobrza. Đến năm 1782, trong số 34 lò cao ở Ba Lan-Litva, có tới 27 lò được đặt tại Khu công nghiệp Ba Lan cũ. Hơn nữa, khu vực này là một nhà sản xuất thủy tinh lớn của đất nước.
Khu vực phục hồi trong những năm cuối của Cộng hòa Ba Lan thứ hai, khi Khu công nghiệp trung tâm được tiếp quản bởi Eugeniusz Kwiatkowski. Các nhà máy ở Kielce, Skarzysko, Radom, Starachowice và Ostrowiec đã được hiện đại hóa, những nhà máy mới cũng được xây dựng. Sau Thế chiến II, công nghiệp hóa khu vực này được tiếp tục, với các nhà máy như FSC Star.

## Địa điểm chính
Các trung tâm đô thị lớn của khu vực là Kielce, Radom, Starachowice, Ostrowiec więtokrzyski và Skarżysko-Kamienna, là một ngã ba đường sắt quan trọng. Tên của một số ngôi làng cho thấy quá khứ công nghiệp của họ, mặc dù không còn dấu vết của các nhà máy cũ (Ruda, Kuźnica, Hucisko, Zelaznica, Górniki, Rudniki, Wąglów, Wólka Smolna, Kurzacze).